# 加納岩町
加納岩町（かのいわちょう）は山梨県東山梨郡にあった町。現在の山梨市中心部の南半、中央本線山梨市駅周辺、笛吹川左岸、重川右岸にあたる。本項では町制前の名称である加納岩村（かのいわむら）についても述べる。

## 地理
- 河川：笛吹川、重川

## 歴史
- 1875年（明治8年）7月 - 山梨郡上神内川村・下神内川村・石森村・大野村が合併して加納岩村となる。
- 1878年（明治11年）7月22日 - 郡区町村編制法の施行により、加納岩村が東山梨郡の所属となる。
- 1889年（明治22年）7月1日 - 町村制の施行により、加納岩村が単独で自治体を形成。
- 1932年（昭和7年）4月1日 - 加納岩村が町制施行して加納岩町となる。
- 1954年（昭和29年）7月1日 - 日下部町・山梨村・八幡村・岩手村・後屋敷村・日川村と合併して山梨市が発足。同日加納岩町廃止。

## 交通

### 鉄道路線
- 日本国有鉄道
  - 中央本線
    - 日下部駅（現・山梨市駅）